# جغرافیای ارمنستان
ارمنستان کشوری محصور در خشکی در سرزمین قفقاز جنوبی و در میان دریای سیاه و دریای کاسپین است که از شمال و خاور با گرجستان و جمهوری آذربایجان، و از جنوب و باختر با ایران و ترکیه هم‌مرز است.
بیشتر بخش‌های این کشور از کوهستان و دشت پوشیده شده و رودها و تندآب‌هایی در آن‌ها جریان دارد. شمار جنگل‌های ارمنستان بسیار کم ولی بیشترشان پردرخت هستند. آب‌وهوای این سرزمین قاره‌ای (بری) است: تابستان‌های گرم و زمستان‌های سرد. بلندترین جای ارمنستان کوه آراگاتس است که بلندایش به ۴٬۰۹۵ متر بالاتر از تراز دریا می‌رسد.

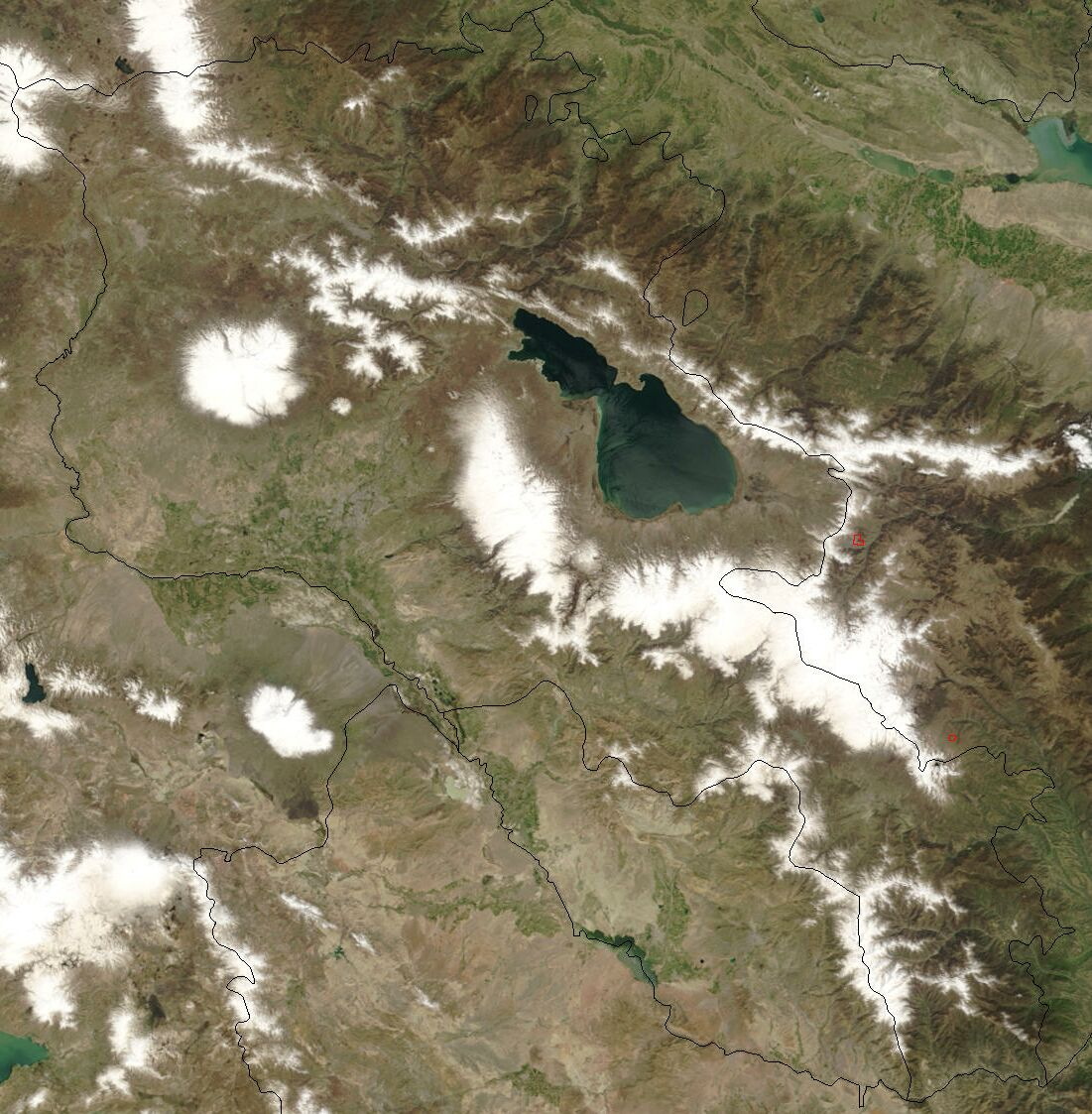
نگاره ماهواره‌ای از ارمنستان و سرزمین‌های پیرامونی

خاک ارمنستان از نظر مواد غذایی بی‌مایه بوده و کیفیت لازم برای کشت را ندارد. از سوی دیگر آلودگی خاک با مواد شیمیایی همچون ددت گریبانگیر بخش کشاورزی ارمنستان شده‌است. از همین روست که ارمنستان برای از میان بردن دشواری‌های زیست‌بوم خود تلاش می‌کند. در همین راستا، دولت ارمنستان وزارتخانه‌ای با نام «پاسداشت طبیعت» بنیان گذاشته و بر کسب و کارهای آلوده‌کننده آب، هوا و خاک مالیات‌هایی بسته که درآمد آن‌ها را برای پاسداری از زیست‌بوم هزینه می‌کند. ارمنستان گرایش زیادی به همکاری با کشورهای مستقل همسود (گروهی از کشورهای شوروی سابق) و اعضای جامعه بین‌المللی برای کار در زمینه‌های زیست‌محیطی از خود نشان داده است. دولت ارمنستان در تلاش است که نیروگاه هسته‌ای کشور را تعطیل کرده و آن را با منابع انرژی دیگری جایگزین کند.

## جایگاه گیتاشناسی
ارمنستان در جنوب باختری سرزمین قفقاز جنوبی و در میان دریای سیاه و دریای خزر جای گرفته‌است. امروزه واژه ارمنستان برای نامیدن کشور جمهوری ارمنستان به کار برده می‌شود که تنها بخشی از سرزمین کهن ارمنستان است. کانون‌های باستانیِ این سرزمین، دریاچه وان در ترکیه امروزی و دره‌های پیرامون رود ارس بوده‌است. ارمنستان از شمال با گرجستان، از خاور با جمهوری آذربایجان، از جنوب باختری با جمهوری نخجوان، از جنوب با ایران، و از باختر با ترکیه هم‌مرز است.

## مکان‌نگاری

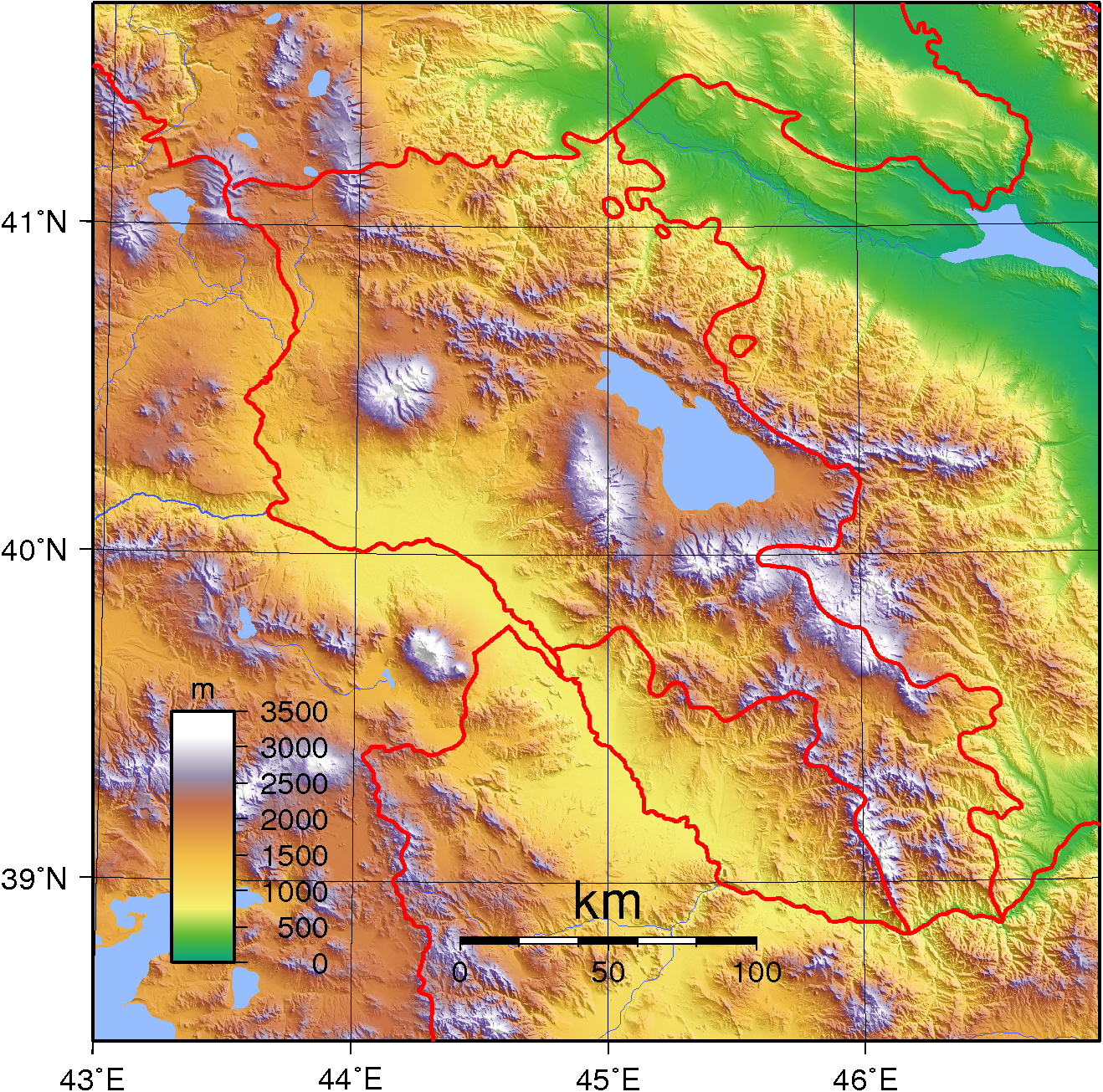
مکان‌نگاری ارمنستان

بیست و پنج میلیون سال پیش یک خیزش زمین‌شناسی با فشار دادن پوسته زمین به بالا فلات ارمنستان و مکان‌نگاری پیچیده ارمنستان امروزی را پدید آورد. رشته‌کوه قفقاز کوچک از شمال ارمنستان آغاز شده، به سوی جنوب‌خاوری و جایی در میانهٔ دریاچه سوان و جمهوری آذربایجان گسترش یافته، و سپس با گذر در راستایی نزدیک به مرز ارمنستان و آذربایجان به ایران می‌رسد. از همین رو این کوه‌ها گذر از شمال به جنوب این پهنه را با دشواری روبرو کرده‌اند. آشفتگی‌های زمین‌شناسی این سرزمین همچنان و به صورت زمین‌لرزه‌های ویرانگری که ارمنستان را به ستوه آورده ادامه دارد. در دسامبر سال ۱۹۸۸ میلادی، زمین‌لرزهٔ سهمناکی گیومری دومین شهر بزرگ ارمنستان را به سختی ویران کرد و جان بیش از ۲۵ هزار نفر از مردم را گرفت.
نزدیک به نیمی از گسترهٔ ارمنستان که کمابیش ۲۹٬۸۰۰ کیلومتر مربع (۱۱٬۵۰۵٫۸ مایل مربع) است، دارای بلندایی برابر با دست‌کم ۲٬۰۰۰ متر (۶٬۵۶۲ فوت) بوده و تنها ۳٪ از خاک این کشور در تراز پایین‌تر از ۶۵۰ متر (۲٬۱۳۳ فوت) جای گرفته‌است. پایین‌ترین جایگاه‌ها در دره‌های رود ارس در جنوب و رود دبد در شمال کشور است که بلندای آن‌ها به ترتیب ۳۸۰ و ۴۳۰ متر (۱٬۲۴۷ و ۱٬۴۱۱ فوت) می‌باشد.  بلندای پهنه‌های قفقاز کوچک گوناگون بوده و میان ۲٬۶۴۰ و ۳٬۲۸۰ متر (۸٬۶۶۱ و ۱۰٬۷۶۱ فوت) نوسان می‌کند. در جنوب باختری این رشته‌کوه فلات ارمنستان جای گرفته که در راستای جنوب باختری و به سوی رود ارس و مرز ترکیه سراشیب می‌شود. این فلات پوشیده از کوه‌هایی با بلندای متوسط و آتشفشان‌های خاموش است. هر چند که بلندترین این کوه‌ها، کوه آراگاتس، با داشتن بلندایی برابر با ۴٬۰۹۵ متر (۱۳٬۴۳۵ فوت) بلندترین کوه و فرازترین جایگاه کشور ارمنستان نیز هست. بیشتر مردمان در بخش‌های باختر و شمال باختری کشور، در جایی که دو شهر بزرگ ارمنستان یعنی ایروان و گیومری هستند، زندگی می‌کنند.

## آب‌وهوا
دمای هوا در ارمنستان بیشتر به بلندا وابسته است. آرایش کوه‌ها به گونه‌ای است که جلوی جریان‌های هوایی تعدیل کنندهٔ دریای مدیترانه و دریای سیاه را می‌گیرد و نوسان‌ها و ناپایداری‌های موسمی بسیاری را پدید می‌آورد. میانگین دمای هوای فلات ارمنستان در میانه (چله) زمستان ۰ درجه سلسیوس (۳۲ درجه فارنهایت) بوده و در میانه (چله) تابستان از ۲۵ درجه سلسیوس (۷۷ درجه فارنهایت) فراتر می‌رود. همچنین میانگین بارش سالانه از ۲۵۰ میلیمتر (۹٫۸ اینچ) در دره‌های پایین‌دست رود ارس تا ۸۰۰ میلیمتر (۳۱٫۵ اینچ) در جاهای بلندتر نوسان می‌کند. با این که آب‌وهوای زمستانی بیشتر بخش‌های کشور خشن است، ولی باروری خاک آتشفشانی فلات ارمنستان تا اندازه‌ای بوده که این پهنه را به یکی از کهن‌ترین کانون‌های کشاورزی تبدیل کرده‌است.

## گستره و مرزها

### گستره
سراسر: ۲۹٬۷۴۳ کیلومتر مربع (۱۱٬۴۸۳٫۸ مایل مربع)
رده جهانی بر پایه پهناوری: ۱۴۹
خشکی: ۲۸٬۴۵۴ کیلومتر مربع (۱۰٬۹۸۶٫۲ مایل مربع)

آب: ۱٬۲۸۹ کیلومتر مربع (۴۹۷٫۷ مایل مربع)

### مرزهای خشکی
سراسر: ۱٬۲۵۴ کیلومتر (۷۷۹ مایل)

کشورهای هم‌مرز:
- جمهوری آذربایجان و جمهوری قره‌باغ روی‌هم‌رفته ۵۶۶ کیلومتر (۳۵۲ مایل)
- جمهوری خودمختار نخجوان ۲۲۱ کیلومتر (۱۳۷ مایل)
- گرجستان ۱۶۴ کیلومتر (۱۰۲ مایل)
- ایران ۳۵ کیلومتر (۲۲ مایل)
- ترکیه ۲۶۸ کیلومتر (۱۶۷ مایل)

کناره‌های دریایی:
۰ کیلومتر (محصور در خشکی)
بلندترین و پست‌ترین جایگاه‌ها:

پایین‌ترین:
رود دبد ۴۰۰ متر

بلندترین:
کوه آراگاتس ۴٬۰۹۵ متر
نقطه‌های کرانی ارمنستان:

شمال:
تاووش (۴۱°۱۷′ شمالی ۴۵°۰′ شرقی / ۴۱٫۲۸۳°شمالی ۴۵٫۰۰۰°شرقی)

جنوب:
سیونیک (۳۸°۴۹′ شمالی ۴۶°۱۰′ شرقی / ۳۸٫۸۱۷°شمالی ۴۶٫۱۶۷°شرقی)

باختر:
شیراک (۴۱°۵′ شمالی ۴۳°۲۷′ شرقی / ۴۱٫۰۸۳°شمالی ۴۳٫۴۵۰°شرقی)

خاور:
سیونیک (۳۹°۱۳′ شمالی ۴۶°۳۷′ شرقی / ۳۹٫۲۱۷°شمالی ۴۶٫۶۱۷°شرقی)